# Fernando Alves Aldeia

2:3 Flagge des Gouverneurs

Fernando Alves Aldeia (* 8. Oktober 1925; † 20. Dezember 1993) war der letzte portugiesische Gouverneur der Überseeprovinz Portugiesisch-Timor der Diktatur des Estado Novo.

## Dienstzeit
Im Januar 1972 trat Aldeia sein Amt in Dili an. Oberst Aldeia galt als liberaler Offizier und Politiker. Er begann mit dem Aufbau von Infrastruktur im ganzen Land. Erstmals erhielten viele Dörfer Wasserleitungen zur Frischwasserversorgung, ebenso einfache Schulen und Einrichtungen zur grundlegenden medizinischen Versorgung. Zugeteilt wurden sie zum Teil durch den Gouverneur selber, der mit Geländewagen oder zu Pferd durch die gesamte Provinz reiste und dabei selbst unzugängliche Dörfer besuchte, dessen Einwohner zuvor nie einen Europäer gesehen hatten. Doch trotz dieser Verbesserungen wurde das System weiterhin als korrupt und ineffizient angeprangert.
Am 25. April 1974 kam es im Mutterland Portugal zur Nelkenrevolution, die die Diktatur stürzte. Die neue Regierung bereitete die Unabhängigkeit der Kolonien vor. Am 2. Mai erklärte Aldeia seine Solidarität mit der revolutionären Junta de Salvação Nacional (JSN) und der Movimento das Forças Armadas (MFA) und blieb zunächst weiter im Amt. Am 23. April, zwei Tage vor der Revolution hatte Aldeia noch die MFA für ihre Radikalität in einer Rede scharf kritisiert. Erst am 15. Juli 1974 übergab Aldeia die Amtsgeschäfte an Oberstleutnant Níveo Herdade, der nun die Verwaltung als stellvertretender Gouverneur (Governador delegate) leitete. Die Amtsübergabe fand auf dem Flughafen Dilis statt. Aldeia reiste nach der Zeremonie gleich ab. Erst am 12. September wurde der Rücktritt Aldeias angenommen und am 14. November übernahm der letzte Gouverneur Portugals, Mário Lemos Pires sein Amt.

## Veröffentlichungen
- Timor na esteira do progresso, Lissabon 1973.